# Оперативно-режимный отдел
Оперативно-режимный отдел (устаревшее оперативная часть, оперчасть) — в СССР (в России до 1992 г.) и большинстве стран постсоветского пространства оперативное подразделение учреждения исполнения наказания и следственного изолятора, в задачу которого входило предупреждение, пресечение и раскрытие преступлений внутри учреждения, а также проведение оперативных мероприятий среди следственно-арестованных и осуждённых с целью контроля за их образом жизни.
Помимо оперативно-разыскной деятельности, ОРО внутри колонии, тюрьмы или СИЗО выполняют функции органа дознания.
Оперативно-режимная служба учреждений исполнения наказаний была организована одновременно с появлением советской пенитенциарной системы — ГУЛАГ (Главное управление лагерей), структурно входившее в состав НКВД СССР. После распада Советского Союза в постсоветских странах изменилась ведомственная принадлежность УИН (в России ФСИН переподчинена Министерству юстиции, на Украине образован отдельный Департамент по исполнению наказаний), некоторые функции и задачи, однако в целом система не изменилась.
Работа оперативных сотрудников в колониях и тюрьмах широко освещена в художественной литературе и кинематографе. Особое внимание писатели и публицисты уделили сотрудникам оперативных частей тридцатых — пятидесятых годов.
В местах лишения свободы, среди спецконтингента распространено понятие «кум», которым заключенные именуют оперуполномоченного ОРО. Лицо из числа спецконтингента, негласно сотрудничающее с оперчастью, на жаргоне именуется «стукач».

## Задачи
На оперативно-режимные подразделения УИН возложены следующие задачи:
- контроль за образом жизни осуждённых и лиц, содержащихся под стражей (спецконтингент);
- предупреждение, пресечение и раскрытие преступлений внутри УИН, СИЗО;
- борьба с незаконным оборотом оружия, наркотиков, алкоголя среди спецконтингента;
- оперативное обеспечение режима в местах лишения свободы и СИЗО, предотвращение побегов;
- розыск осуждённых и следственно-арестованных, совершивших побег из под стражи;
- оказание помощи оперативным службам территориальных ОВД в проверке осуждённых и следственно-арестованных на причастность к совершению преступлений из числа не раскрытых;
- участие в режимных мероприятиях;
- участие в воспитательной работе среди спецконтингента;
- проведение дознания по фактам совершенных преступлений на территории УИН, СИЗО.

## В кино
- Беспредел (фильм, 1989)
- Бегущий по льду (фильм)
- Зона (сериал)